# Csuklyás hal
A csuklyás hal, más néven Kapellán lazac (Mallotus villosus) a csontos halak sugarasúszójú halak (Actinopterygii) csoportjába, a bűzöslazac-alakúak (Osmeriformes) rendjébe, azon belül a bűzöslazacfélék (Osmeridae) családjába tartozó faj.

## Előfordulása
Az év nagy részében a sarki vizekben él, ahol apró rákfélékkel táplálkozik. A tél és a tavasz folyamán ívás céljából követi a Finnország és Murmanszk partjai felé tartó nagy jégtömböket. Helyi fjordokban is előfordul Salten és Nord-Trøndelag vidékén, és más területeken is.

## Megjelenése
A csuklyás hal jellegzetessége karcsú termete és a majdnem egyforma széles teste. Apró fekete pöttyök tarkítják a pikkelyek végein. A csuklyás elnevezés onnan adódik, hogy a hím egyednek íváskor szőrös pikkelyek szegélyezik a kopoltyúját.

## Életmódja
Ez a hal a tápláléklánc fontos eleme, előfordulhat bárhol a vízfelszíntől 300 méteres mélységig.

## Szaporodása
Ívás idején a hím egyed szorosan rákapaszkodik a nőstényre mell- és hasuszonyai segítségével és a fenék felé úszik. A legtöbbjük elpusztul ívás után és csak kevesen érnek meg két ívást. Különösen nagy a hím példányok halandósága az elszenvedett sérülések nyomán.

## Halászata
Az 1950-es évektől kezdődően a finn partoknál és a Barents-tengernél halásszák, később Jan Mayennél is. Ez a hal a norvég és sarki tőkehal fontos táplálékforrása. Az ikrás hal étkezésre alkalmas.